# Theta2 Microscopii
Título a ser usado para criar uma ligação interna é Theta2 Microscopii.
Theta2 Microscopii (67 Microscopii) é uma estrela na direção da constelação de Microscopium. Possui uma ascensão reta de 21h 24m 24.80s e uma declinação de −41° 00′ 24.1″. Sua magnitude aparente é igual a 5.76. Considerando sua distância de 463 anos-luz em relação à Terra, sua magnitude absoluta é igual a 0.00. Pertence à classe espectral A0III.